# Francisco Severino de Avelar
Francisco Severino de Avelar (Velas, 28 de outubro de 1828 — Lisboa, 12 de setembro de 1904) foi um médico e político açoriano, que entre outras funções foi guarda-mor da saúde em Ponta Delgada e Lisboa e deputado eleito pelo Partido Regenerador em representação do círculo eleitoral da Horta.

## Biografia
Francisco Severino de Avelar foi filho do capitão de navios Joaquim Severino de Avelar, da Calheta de São Jorge, e de sua mulher Laureana Emília Constância, natural da Horta. Para além de Francisco Severino de Avelar, o casal contou entre os seus sete filhos dois outros distintos médicos: José Severino de Avelar e Lemos, médico em Niterói; e Emílio Severino de Avelar, urologista de nomeada. Os dois irmãos médicos que trabalharam juntos em Ponta Delgada e depois em Lisboa, ficaram conhecidos pelos Doutores Avelares.
Francisco Severino de Avelar formou-se em Medicina e Cirurgia pela Escola Médico-Cirúrgica de Lisboa, concluindo o curso no ano de 1858. Logo no ano seguinte iniciou funções como médico na sua vila natal de Velas, na ilha de São Jorge, onde permaneceu até 1861.
Em 1861 transferiu-se para a ilha Terceira, onde exerceu medicina. No ano de 1867 mudou-se para a ilha de São Miguel, onde foi contratado como cirurgião do Hospital da Santa Casa da Misericórdia de Ponta Delgada, onde o seu irmão Emílio Severino de Avelar também era médico. O par ficou conhecido pelos doutores Avelares.
Em 1867 foi também nomeado guarda-mor de saúde de Ponta Delgada, ilha de São Miguel, cargo que exerceu até 1884, ano em que se transferiu para Lisboa, passando a exercer as funções de guarda-mor da saúde da Estação de Saúde de Belém, cargo de que se aposentou de 1903. O irmão Emílio Severino de Avelar acompanhou-o na mudança para Lisboa.
Enquanto viveu em Ponta Delgada foi colaborador assíduo do periódico O Cultivador.
Em 1887 foi nomeado delegado de saúde da cidade de Lisboa, ficando associado à criação do Boletim de Saúde e Higiene Municipal de Lisboa (publicado de 1887 a 1897) e à criação do Conselho Geral de Saúde e Higiene do Município de Lisboa.
Foi deputado pelo círculo eleitoral plurinominal da Horta, eleito pelas listas do Partido Regenerador, nas legislaturas de 1887-1888 e de 1890-1892 (26.ª e 28.ª legislaturas da Monarquia Constitucional Portuguesa). Foi um parlamentar pouco participativo, limitando-se a assuntos locais do seu círculo eleitoral. Em 1890 integrou a Comissão Parlamentar de Obras Públicas. Na sua segunda eleição não exerceu o mandato completo, pois solicitou autorização para ir para o estrangeiro.
Publicou em Lisboa a sua tese de licenciatura intitulada Parto Prematuro Artificial.

## Obras publicadas
- 1859 — Parto Prematuro Artificial. Lisboa.